# Toomas Heikkinen
Toomas „Topi” Heikkinen (ur. 23 marca 1991 w Joensuu) – fiński kierowca rallycrossowy, mistrz Global RallyCross z roku 2013 oraz złoty medalista X-Games.

## Kariera

### Mistrzostwa Europy w rallycrossie
Heikkinen rozpoczął swoją motosportową karierę w rallycrossowych mistrzostwach Europy startując Saabem 9-3. Jego debiut był bardzo udany, już podczas pierwszej rundy na torze Lydden Hill awansował do finału i wywalczył 6. miejsce. W Portugalii nie udało mu się ukończyć rywalizacji, natomiast podczas dwóch kolejnych rund rozgrywanych we Francji i Norwegii był odpowiednio ósmy oraz piąty. Podczas zawodów na Szwedzkim torze Höljesbanan Heikkinen wywalczył swoje pierwsze podium dojeżdżając do mety jako trzeci. W połowie sezonu zajmował on 7. miejsce z 47 punktami na koncie (w klasyfikacji generalnej były wtedy liczone 4 najlepsze wyniki z pierwszej oraz cztery z drugiej połowy sezonu). Drugą połowę mistrzostw rozpoczął dwukrotnie finiszując na siódmej pozycji w Belgii oraz Holandii. W Austrii był 10. Rywalizację na Torze Słomczyn zakończył na 4 miejscu. Kończąca sezon czeska runda nie była dla Fina udana, który zakończył rywalizację na 14 miejscu. W drugiej połowie sezonu wywalczył on 40 punktów, co dało mu w sumie 87 punktów i 6 pozycję w klasyfikacji generalnej.
W 2013 roku wystartował w fińskiej rundzie mistrzostw rozgrywanej na torze Kuovola, gdzie zajął siódme miejsce.

### Global RallyCross
Na kolejny sezon Fin wyjechał do Stanów Zjednoczonych, gdzie dołączył do rywalizującego w GRC zespołu Olsbergs MSE korzystającego z Fordów Fiest. Podczas pierwszej rundy, rozgrywanej na torze Charlotte Motor Speedway udało mu się awansować do finału. W trakcie wyścigu Heikkinen jechał bardzo agresywnie, wepchnął Travisa Pastranę na ścianę, a także obrócił Dave'a Mirrę. Obydwaj zawodnicy w wyniku tych incydentów odpadli z wyścigu. Fin minął linię mety jako trzeci, jednak sędziowie po zawodach zdecydowali się go zdyskwalifikować. W związku z tym został sklasyfikowany na ostatnim, dziesiątym miejscu w finale. Podczas półfinału na torze Texas Motor Speedway Heikkinen zajął trzecie, nie dające awansu do finału miejscu. W wyścigu ostatniej szansy został natomiast zdyskwalifikowany. Podczas treningu do rozgrywanej w ramach X-Games trzeciej rundy GRC miał poważny wypadek. Najechał na rampę ze zbyt małą prędkością, by wykonać 16-metrowy skok, w konsekwencji czego uderzył w krawędź drugiej rampy, po czym spadł. Heikkinen doznał skomplikowanego złamania lewej nogi w kostce i krwotoku wewnętrznego. W wyniku kontuzji musiał odpuścić zawody w Los Angeles, a także następną rundę rozgrywaną w New Hampshire. Wrócił na dwie ostatnie rundy i podczas obydwu awansował do finału. Zawody na Las Vegas Motor Speedway ukończył na czwartym miejscu, natomiast podczas eliminacji rozgrywanej w Las Vegas Convention Center był piąty. W klasyfikacji generalnej zdobył 33 punkty kończąc sezon na 14 miejscu w łącznej klasyfikacji.
Sezon 2013 rozpoczął się dla Heikkinena bardzo dobrze. Podczas rundy w Foz do Iguaçu wywalczył on swoje pierwsze podium przegrywając jedynie ze Scottem Speedem. Druga runda, rozgrywana w Barcelonie została odwołana. W zamian zorganizowano podwójną rundę w Monachium. Podczas pierwszej z nich Heikkinen jechał na drugiej pozycji, gdy w samochodzie Liama Dorana pękła opona. Wydawało się, że otworzy to drogę do zwycięstwa Fina, lecz Brytyjczyk utrzymywał dobre tempo, a na dodatek Heikkinena wyprzedził Ken Block. Jednak na pierwsze zwycięstwo kierowca Olsbergs MSE nie musiał długo czekać. Odniósł je dzień później, podczas trzeciej rundy sezonu rozgrywanej na tym samym torze. Dość szybko uporał się z Doranem i systematycznie powiększał swoją przewagę. Podczas zawodów w New Hampshire jechał po pewną drugą pozycję, gdy prowadzący Tanner Foust popełnił błąd i uderzył w bandę w ostatnim zakręcie kończąc ostatecznie finał na czwartej pozycji. Fin sięgnął także po wygraną na Bristol Motor Speedway, gdzie Foust będący jego głównym rywalem przebił oponę w półfinale i ostatecznie zakończył zawody na siódmym miejscu. Podczas X-Games na Irwindale Event Center Heikkinen sięgnął po czwartą w karierę wygraną pokonując o 4 sekundy Fousta. Zawody w Atlancie przyniosły taką samą kolejność. Przed zawodami na Charlotte Motor Speedway Fin potrzebował jednego punktu do wywalczenia tytułu. Zdobył go wygrywając półfinał. W finale dojechał na trzecim miejscu. Kończąca sezon runda została rozegrana w Las Vegas. Na starcie kierowca Forda spadł na ostatnie miejsce i przebijał się do przodu kończąc ostatecznie zawody na czwartej pozycji. W klasyfikacji generalnej zdobył 169 punktów pokonując Fousta z przewagą 46 oczek.

### Rallycrossowe Mistrzostwa Świata
W 2014 FIA utworzyła Rallycrossowe Mistrzostwa Świata. Wysoka ranga zawodów skusiła wielu kierowców, w tym Toomasa Heikkinena, który dołączył do zespołu Marklund Motorsport korzystającego z Volkswagenów Polo.